# Fredrik Lindström
Fredrik Lindström (Anundsjö, 1989. július 24. –) svéd sílövő. A felnőttek mezőnyében, a világkupában 2008-ban mutatkozott be.
Tagja volt a 2010-es olimpián induló svéd csapatnak. Legjobb helyezését a váltóval érte el, a negyedik lett, ezen kívül az üldözőversenyben a harmincharmadik, sprintben a harmincnyolcadik, egyéniben pedig a hetvenhetedik helyen ért célba.

## Eredményei

### Olimpia
| Év   | Olimpia   | Versenyszám | Versenyszám | Versenyszám   | Versenyszám | Versenyszám | Versenyszám |
| Év   | Olimpia   | Egyéni      | Sprint      | Üldözőverseny | Tömegrajtos | Váltó       |             |
| ---- | --------- | ----------- | ----------- | ------------- | ----------- | ----------- | ----------- |
| 2010 | Vancouver | 77          | 38          | 33            | ----        | 4           |             |

### Világkupa
| Helyezés | 81 | 44 |

| 2008/09    | Vancouver Váltó                                                                                       | | |
| 2009/10    | | | |
| 2010/11    | Pokljuka Vegyes váltó                                                                                 | | |
| 2011/12    | Antholz-Anterselva Sprint                                                                             | | Oberhof Váltó Ruhpolding Tömegrajtos (VB) Hanti-Manszijszk Sprint                                     |
| Összesítés | Egyéni: 0 Sprint: 1 Üldözőverseny: 0 Tömegrajtos: 0 Váltó: 1 Vegyes váltó: 1 ------------ Összesen: 3 | Egyéni: 0 Sprint: 0 Üldözőverseny: 0 Tömegrajtos: 0 Váltó: 0 Vegyes váltó: 0 ------------ Összesen: 0 | Egyéni: 0 Sprint: 1 Üldözőverseny: 0 Tömegrajtos: 1 Váltó: 1 Vegyes váltó: 0 ------------ Összesen: 3 |